# 博納火山
博納火山（英語：Mount Bona）是美國的火山，由阿拉斯加州負責管轄，毗鄰邱吉爾火山，海拔高度5,005米，是該國最高的火山，該火山由意大利探險家在1897年命名。